# 托马斯·卡伦博格
湯馬士·卡倫保（丹麥語：Thomas Kahlenberg，1983年3月20日—），出生在維茲奧勒，是一名丹麥足球員，現效力丹麥球會邦比，司職攻擊中場。他的足球生涯在邦比展開，並兩度贏得丹超冠軍，其後在法國球會歐賽爾效力了四個球季。他曾代表丹麥出戰2004年歐洲國家盃及2010年世界盃。

## 球會
卡倫保在15歲的時候，便已經從低組別球會轉投丹超冠軍邦比。
邦比
卡倫保一直無法代表邦比上陣，直至青年隊教練湯姆·科雷特在2002年5月獲晉升為領隊才有改善。5月12日，他在對死敵哥本哈根的賽事中首次於丹超上陣， 這場倒數第二輪的賽事最終雙方1-1打成平手，邦比最終憑得失球差贏得2001/02球季丹超冠軍。
卡倫保在邦比的第一年時，他是出任中場的，負責以他優秀的技術和球賽視野來策劃進攻。2004/05球季，隨著瑞典國腳出任左翼的马蒂亚斯·荣松離隊，他被移往左路。2004/05球季，他以13球成為聯賽神射手，協助球會成為雙料冠軍。他總共代表邦比上陣130次，其中包括97場丹超賽事，並且取得28個聯賽入球。
歐賽爾
2005年7月，法國球會歐賽爾出價250萬英鎊希望買入卡倫保，邦比接受其出價。他與法甲冠軍官歐賽爾簽訂四年合約。2004/05球季，他成為聯賽助攻王。他在歐賽爾的四個球季裡，他總共在法甲上陣130次及攻入19球。
禾夫斯堡
2009年5月，卡倫保以400萬歐羅的轉會費加盟德國冠軍禾夫斯堡並簽訂四年合約，交易在該季結束後生效。他加盟禾夫斯堡後很快就因為受傷，使他缺陣至2009年10月。10月31日，他在以3-3的比分戰平緬恩斯的賽事中首次於德甲上陣。

## 職業數據
以下是卡倫堡的職業數據︰
| 賽季    | 球會     | 上陣 | 入球 | 聯賽         |
| ------- | -------- | ---- | ---- | ------------ |
| 2001/02 | 邦比     | 2    | 0    | 丹麥超級聯賽 |
| 2002/03 | 邦比     | 32   | 4    | 丹麥超級聯賽 |
| 2003/04 | 邦比     | 30   | 11   | 丹麥超級聯賽 |
| 2004/05 | 邦比     | 33   | 13   | 丹麥超級聯賽 |
| 2005/06 | 歐賽爾   | 38   | 8    | 法國甲組聯賽 |
| 2006/07 | 歐賽爾   | 29   | 4    | 法國甲組聯賽 |
| 2007/08 | 歐賽爾   | 29   | 2    | 法國甲組聯賽 |
| 2008/09 | 歐賽爾   | 34   | 5    | 法國甲組聯賽 |
| 2009/10 | 禾夫斯堡 | 12   | 0    | 德國甲組聯賽 |
| 2010/11 | 禾夫斯堡 | 14   | 1    | 德國甲組聯賽 |
| 2011/12 | 伊维恩   | 17   | 2    | 法國甲級聯賽 |
| 2012/13 | 禾夫斯堡 | 13   | 0    | 德國甲組聯賽 |
| 2013/14 | 邦比     | 23   | 2    | 丹麥超級聯賽 |
| 2014/15 | 邦比     | 21   | 2    | 丹麥超級聯賽 |
| TOTAL   | TOTAL    | 327  | 54   |              |

## 國際賽
1999年8月-2002年2月期間，當時仍然是邦比青年隊的卡倫保已經在效力丹麥U17和丹麥U19。他是公認的天才丹麥中場之一，他在2002年9月首次代表丹麥U21。2003年4月30日，他獲時任丹麥領隊莫腾·奥尔森派遣其在以1-0的比分擊敗烏克蘭的賽事中上陣而首次在國家隊亮相。他獲選參加2004年歐洲國家盃並成為丹麥隊最年輕的球員，但未有上陣。其後，他獲選為2004年丹麥最佳21歲以下球員。
卡倫保繼續代表丹麥U21上陣直至2006年5月。儘管，丹麥隊未能從小組賽晉級，但他依然在三場賽事中射入三球，他亦獲選為最佳陣容之一。他總共代表丹麥U21上陣26次及攻入10球。
其後，卡倫保獲徵召出戰2010年世界盃外圍賽。他在對競爭對手瑞典的賽事中攻入奠勝球，協助球隊取得2010年世界盃的參賽資格。

## 國際賽入球
| #  | 日期           | 地點         | 對手     | 入球 | 結果 | 性質                   |
| -- | -------------- | ------------ | -------- | ---- | ---- | ---------------------- |
| 1. | 2006年9月1日   | 丹麥哥本哈根 | 葡萄牙   | 2–1  | 4–2  | 友賽                   |
| 2. | 2007年11月21日 | 丹麥哥本哈根 | 冰島     | 3–0  | 3–0  | 2008年歐洲國家盃外圍賽 |
| 3. | 2009年6月6日   | 瑞典索爾納   | 瑞典     | 1–0  | 1–0  | 2010年世界盃外圍賽     |
| 4. | 2010年9月7日   | 丹麥哥本哈根 | 冰島     | 1–0  | 1–0  | 2012年歐洲國家盃外圍賽 |
| 5. | 2014年9月7日   | 丹麥哥本哈根 | 亞美尼亞 | 2–1  | 2–1  | 2016年歐洲國家盃外圍賽 |

## 榮譽
邦比
- 丹超：2001–02、2004–05
- 丹麥盃：2002–03、2004–05

個人獎項
- 年度丹麥最佳21歲以下球員：2004
- 丹麥球員協會最佳新秀（22歲以下）：2002、2003 [14]

## 個人生活
2009年8月，托马斯·卡伦博格與Anne Zeuthen Jensen結婚，後育有二女一子：女兒Karla和Alma、兒子Max。
2020年3月，在2019冠狀病毒病疫情期間，他在阿姆斯特丹舉行的一場生日宴會上受到感染，SARS-CoV-2檢測呈陽性。這導致邦比、林比、阿贾克斯球隊近期曾與其接觸的球員和教練遭到隔離。

## 外部連結
- （丹麦文） Danish national team profile （页面存档备份，存于）
- VfL Wolfsburg profile （页面存档备份，存于）
- （丹麦文） Brøndby IF profile